# Войтко, Виталий Иванович
Виталий Иванович Войтко (укр. Віталій Іванович Войтко; 26 июля 1927, Стецовка, Звенигородский район, Черкасская область — 1 марта 1989, Киев) — советский украинский психолог, доктор философских наук, член-корреспондент АПН СССР (с 1978 года), директор Научно-исследовательского института психологии УССР.

## Биография
Родился 26 июля 1927 в деревне Стецовка (Звенигородский район Черкасской области). Окончил Уманский учительский и Одесский педагогический институты, поступил в аспирантуру кафедры философии Киевского педагогического института имени А. М. Горького. В 1953 году, защитив диссертацию, стал кандидатом философских наук, в 1966 году стал доктором философских наук. С 1959 по 1972 годы Войтко работал заведующим кафедрой философии при Киевском политехническом институте. С 1972 и до конца жизни работал директором НИИ психологии УССР. При его активной поддержке институт занимался исследованиями в области космической проблематики.
Скончался 1 марта 1989, похоронен в Киеве на Байковом кладбище.

## Научная деятельность
Научные интересы Виталия Ивановича были направлены на решение психолого-педагогических проблем непрерывного и активного образования взрослых, на осуществление принципа интеграции образования, науки и производства. Реализованный им индивидуально-ролевой подход в организации процесса обучения взрослых учитывал психологические способности, индивидуальные склонности и интересы, который позволял в большем объёме реализовывать задание повышения квалификации учителей через ролевое профессиональное общение.
Виталием Ивановичем были подготовлены множество профессиональных преподавателей, из них 41 человек стал кандидатом наук, а некоторые стали и докторами наук. Войтко является автором учебников по философии для студентов технических вузов «Диалектический и исторический материализм» (1963) и «Диалектико-материалистическая философия» (1972), монографий «Марксистская социология как наука» (1968), «В. И. Ленин и проблемы научно-технической революции» (1969), «Социальные и психологические аспекты научно-технической революции» (1976). Опубликовал ряд оригинальных работ по психологии обучения и воспитания, внедрения психологических исследований в практику. Организовал ежегодный республиканский сборник «Психология». Под его редакцией напечатаны два издания «Психологического словаря» (1978, 1982).